# Campeonato Nacional de Rodeo de 1984
El 36.º Campeonato Nacional de Rodeo se disputó en la Medialuna Nacional, en la ciudad de Rancagua. Selló la temporada 1983-1984 del rodeo chileno.

## Desarrollo del campeonato
El campeonato se realizó con un lleno total de la medialuna y por primera vez la serie de campeones se realiza con 35 colleras (parejas de jinetes), antes solo la disputaban 30 colleras.
Con Gastón Pozo en la caseta de jurado, salieron con su primer toro los campeones de Chile hasta ese entonces: García y Rey del Criadero El Ideal, en "Alborada" y "Ronquerita". Por lesión de una de las yeguas tuvieron problemas para su participación extraoficial en las series. El ganado fue muy veloz, por lo que solo lograron dos puntos en el primer animal. En este campeonato, el segundo animal (segunda etapa) resultó "emparejador", o sea los que aparentemente se había disparado en el primer toro, quedaron en situación de ser alcanzados. En forma coincidente colleras que no se vieron muy firmes en el primer animal hicieron los puntos más que suficientes para ubicarse expectantes e igual terreno. Al cuarto animal clasificaron las colleras que tenían 17 o más puntos. 

### Desempate
El campeonato se tuvo que definir con un desempate ya que estaban igualadas 3 colleras con 26 puntos. La incógnita que empezó en el segundo animal, que se acentuó en el tercero y logró su clímax en el cuarto, debió disiparse.
Felipe Jiménez y Hugo Navarro en "Auquincao" y "Vanidoso" lograron 5 puntos y se quedaron a la espera de las otras colleras. A Lamoliatte y Rey le cuestan 6 puntos el título de Chile. Una tijera les arruinó su sueño: 2 puntos buenos y ya no pueden ser campeones. La última carta estaba en manos de De La Fuente y Schwalm. Parten con una atajada antes de bandera y después un piño y asunto concluido, los abrazos y el título para Jiménez y Navarro, quienes sorprendieron a muchos aficionados ya que se pensaba que poco podían hacer por su corta edad (tenían 24 y 26 años respectivamente), pero se inscribieron como unos de los más jóvenes en ganar un campeonato nacional.

## Resultados

### Serie de campeones
| Cuarto Animal 1984 | Cuarto Animal 1984                     | Cuarto Animal 1984         | Cuarto Animal 1984 | Cuarto Animal 1984 |
| ------------------ | -------------------------------------- | -------------------------- | ------------------ | ------------------ |
| Lugar              | Jinetes                                | Caballos                   | Asociación         | Puntaje            |
| 1.º                | Felipe Jiménez y Hugo Navarro          | "Auquincano" y "Vanidoso"  | Ñuble              | 26+5               |
| 2.º                | Miguel Lamoliate y Daniel Rey          | "Guaino" y "Rumbo"         | Cautín y Osorno    | 26+2               |
| 3.º                | Ricardo de la Fuente y Enrique Schwalm | "Pelusa" y "Esperanza"     | Osorno             | 26-2               |
| 4.º                | Fernando Giner y Hugo Navarro          | "Insolente" y "Vespertino" | Ñuble              | 25                 |
| 5.º                | Criadero Santa Isabel                  | "Nicasia" y "Cachita"      | Valdivia           | 24                 |
| 6.º                | Felipe Urrutia y Gonzalo Urrutia       | "Coihue" y "Apenado"       | Ñuble              | 20                 |
| 7.º                | Criadero Grosella                      | "Gualcacho" y "Pajonal"    | Curicó             | 18                 |

- Movimiento de la rienda: José Manuel Aguirre en "Pajarita" (51 puntos).
- Sello de raza: "Cachita" de Samuel Parot.

## Cuadro de honor temporada 1983-1984

### Jinetes
- 1.º Jesús Bustamante[5]
- 2.º Eduardo Tamayo
- 3.º Hugo Navarro
- 4.º Daniel Rey
- 5.º Enrique Schwalm
- 6.º José Manuel Aguirre
- 7.º Ricardo de la Fuente
- 8.º Juan Carlos Loaiza
- 9.º Miguel Lamoliatte
- 10.º Juan Mundaca

### Caballos
- 1.º Rumbo
- 2.º Caldillo
- 3.º Catete
- 4.º Entonado
- 5.º Jornalero
- 6.º Zorzal
- 7.º Remendado
- 8.º Cachorrito
- 9.º Huaino
- 10.º Estribazo

### Yeguas
- 1.º Esperanza
- 2.º Pelusa
- 3.º Nicasia
- 4.º Clarinada
- 5.º Cachita
- 6.º Orgullosa
- 7.º Carambola
- 8.º Buena Moza
- 9.º Lindurita
- 10.º Rumena

### Potros
- 1.º Onofre
- 2.º Zorzalero
- 3.º Barbeta
- 4.º Insolente
- 5.º Fabuloso en Domingo
- 6.º Aunquincano
- 7.º Diabólico en Domingo
- 8.º Revuelto
- 9.º Relincho
- 10.º Taponazo